# Sardo (cognome)
Sardo è un cognome di lingua italiana.

## Varianti
Di Sardegna, Lo Sardo, Losardo, Sardegna, Sardella, Sardelli, Sardena, Sardi, Sardina, Sardini, Sardone.

## Origine e diffusione
Il cognome è tipicamente panitaliano.
Potrebbe derivare dal nome dell'isola di Sardegna e dei suoi abitanti, così come dai nomi di alcuni pesci, quali sardine e sardelle.
La variante Sardegna è centrale e sarda; Sardi è panitaliano; Sardella è centro-meridionale; Sardena è tipico delle Venezie.

## Persone
- Gennaro Sardo – calciatore italiano
- Lucia Sardo – attrice italiana
- Modesto Sardo – politico italiano